# Frank Frost
Frank Frost (Arkansas, 1936. április 15. – Helena, 1999. október 12.), amerikai delta blues szájharmonikás. Generációjában a delta blues egyik kiemelkedő zenésze.

## Pályafutása
A források nagy része szerint Frost 1936-ban született Auvergne-ben (Jackson megye (Arkansas)), bár egyes kutatók szerint 1938-ban Pattersonban, Woodruff megyében.
Frost eleinte zongorázott a családi templomában. 15 éves korában St. Louisba ment, ahol gitáros lett. 18 évesen a turnézni kezdett Sam Carr dobossal és Carr édesapjával. Ezután nem sokkal Sonny Boy Williamson II-vel turnézott, aki megtanította szájharmonikázni.
Miközben gitározott, felkeltette Sam Phillips lemezproducer, a Sun Records alapítójának érdeklődését. Négy évvel később megjelent egy CD-je (Charly Records of London, England). Az 1970-es évek végén egy blues rajongó fedezte fel újra, aki a Earwig Music Company kiadójánál a The Jelly Roll Kings című albumát.
Bár egészségi állapota egyre romlott, szívmegállás miatti haláláig folytatta a játékot.

## Lemezek
- 1962: Hey Boss Man!
- 1973: Frank Frost
- 1985: Ride with Your Daddy Tonight
- 1988: Midnight Prowler
- 1990: Jelly Roll King
- 1991: Jelly Roll Blues
- 1992: Deep Blues
- 1996: Keep Yourself Together
- 1997: Off Yonder Wall
- 1998: The Jelly Roll Kings
- 2004: Live in Lucerne